# Liste der Monuments historiques in Ladaux
Die Liste der Monuments historiques in Ladaux führt die Monuments historiques in der französischen Gemeinde Ladaux auf.

## Liste der Bauwerke
| Bezeichnung      | Beschreibung              | Standort | Kennzeichnung | Schutzstatus | Datum | Bild           |
| ---------------- | ------------------------- | -------- | ------------- | ------------ | ----- | -------------- |
| Kirche St-Martin | Erbaut im 13. Jahrhundert | (Lage)   | PA00083577    | Inscrit      | 1925  | weitere Bilder |

## Liste der Objekte
| Bezeichnung                  | Beschreibung                                            | Standort                       | Kennzeichnung | Schutzstatus | Datum | Bild |
| ---------------------------- | ------------------------------------------------------- | ------------------------------ | ------------- | ------------ | ----- | ---- |
| Skulptur des heiligen Joseph | Holz, polychrom gefasst, 19. Jahrhundert                | in der Kirche St-Martin (Lage) | PM33002419    | Inscrit      | 2010  |      |
| Altar und Retabel            | Holz, bemalt und vergoldet, Anfang des 19. Jahrhunderts | in der Kirche St-Martin (Lage) | PM33002418    | Inscrit      | 2010  |      |